# نبيخة
النَّبِيخَة هو جنس من حلزون البحر والرخويات وبطنيات القدم البحرية في فصيلة نهيد البحر.